# Episodi di Duel Masters Versus Revolution Final
Duel Masters Versus Revolution Final (デュエル・マスターズVSRF?, Dyueru Masutāzu Bāsasu Reboryūshon Fainaru) è stato trasmesso originalmente in Giappone dal 3 aprile 2016 al 26 marzo 2017 su TV Tokyo per un totale di 51 episodi. Le sigle d'apertura sono EvoRevo! (エボレボ!?, EboRebo!) cantata da Hayabusa, Subarashiki Sekai (素晴らしきSekai? lett. "Mondo meraviglioso") e Duel (デュエル?, Dyueru, lett. "Duello") entrambe di Pile mentre quelle di chiusura sono JIBUN (lett. "ME STESSO") degli An Cafe (ep. 1-9), Stronger (lett. "Più forte") dei But By Fall e FLAWLESS (lett. "PERFETTO") dei Pyxis (Moe Tyoda e Miki Itoh).

Il logo della serie

Il marchio a forma di 'V' sulla fronte di Katta nasconde un potere misterioso che però è per il momento è sigillato e quindi innocuo. Hamukatsu, il criceto del protagonista, incomincia a parlare ed in seguito compaiono altri criceti parlanti che spiegheranno al ragazzo della presenza di una potente organizzazione segreta, chiamata Rare Killers, i cui membri vengono trasferiti nella sua scuola. Il mistero si infittisce sempre più e toccherà nuovamente all'eroe risolverlo, cercando di capire il motivo per cui gli animaletti hanno incominciato a parlare il linguaggio umano e soprattutto quali siano i veri scopi di questa misteriosa organizzazione, iniziando così la sua battaglia finale.

## Lista episodi
| Nº | Titolo italiano (traduzione letterale) Giapponese 「Kanji」 - Rōmaji | In onda           | In onda |
| Nº | Titolo italiano (traduzione letterale) Giapponese 「Kanji」 - Rōmaji | Giapponese        |         |
| 1  | La formazione della squadra Hamkatsu!? Il cambio rivoluzionario dei legami stretti!! 「結成ハムカツ団！？アツかりし絆の革命チェンジ！！」 - Kessei Hamukatsu-dan!? Atsu karishi kizuna no kakumei Chenji!! | 3 aprile 2016     |         |
| 2  | Il ritorno di Dragon Ryu! Vuoi uscire? La super carta vincente, DX Bricking! 「帰ってきたドラゴン龍！ 出るか？超切り札・DXブリキングっ！」 - Kaettekita Doragon Ryū! Deru ka? Chō kirifuda DX Burikingu! | 10 aprile 2016    |         |
| 3  | Battaglia decisiva al vertice della persona popolare! Katta VS Lucifer! 「人気者頂上決戦っ！勝太ＶＳルシファーっ！」 - Ninkimono chōjō kessen! Katta VS Rushifā! | 17 aprile 2016    |         |
| 4  | Dangerous Dynamite! Il temibile Field D2! 「ダイナマイトでデンジャラスっ！Ｄ２フィールドの恐怖っ！」 - Dainamaito de Denjarasu! D2 Fīrudo no kyōfu! | 24 aprile 2016    |         |
| 5  | Chi è il presidente del consiglio studentesco!? Fa caldo ed è la mia ultima Revolution! 「生徒会長は誰だっ！？アツかりしオレのファイナル革命っ！」 - Seito kaichō wa dareda!? Atsu karishi ore no Fainaru kakumei! | 1º maggio 2016    |         |
| 6  | L'oscurità e il fuoco proibiti! Il ritorno di Basara! 「禁断の闇と炎！バサラ再びっ！」 - Kindan no yami to honō! Basara futatabi! | 8 maggio 2016     |         |
| 7  | Liberazione proibita!? Dogiragon è stato preso di mira! 「禁断解放っ！？狙われたドギラゴン！」 - Kindan kaihō~tsu!? Nerawareta Dogiragon! | 15 maggio 2016    |         |
| 8  | Il terzo membro della Team Hamukatsu!? La cotoletta di igname Yum Yum è qui! 「３人目のハムカツ団っ！？ヤムヤムのヤムカツ参上っ！」 - 3 ninme no Hamukatsu maru!? Yamu Yamu no yamukatsu san nobo! | 22 maggio 2016    |         |
| 9  | Squadra Hamkatsu all'adunata! L'ultima rivoluzione finale di Dogiragon! 「ハムカツ団、全員集結っ！アツかりしドギラゴンのファイナル革命っ！」 - Hamukatsu-dan, zen'in shūketsu! Atsu karishi Dogiragon no Fainaru kakumei! | 29 maggio 2016    |         |
| 10 | Se lo togli è una ragazza! Duemouse e Katta... si sposano!? 「スポッと脱いだら女の子っ！デュエマウスと勝太…結婚っ！？」 - Supotto nuidara on'nanoko! Dyuerumausu to Katta… kekkon!? | 5 giugno 2016     |         |
| 11 | È un festival, è un festival! Appare la leggendaria meraviglia a colpo singolo Gonzaburo! 「祭りだ祭りだ！レジェンド一発屋ゴンザブロー登場っ！」 - Matsurida matsurida! Rejendo ippatsu-ya Gonzaburō tōjō! | 12 giugno 2016    |         |
| 12 | Final Heroine! Utsubo Mikazura è qui♪! 「ファイナルヒロイン！うつぼみかづら登場ですわ♪！」 - Fainaru Hiroin! Utsubomi Kazura tōjō desu wa ♪! | 19 giugno 2016    |         |
| 13 | Il candido Kojiro! La verità sull'adesione ai Rare Killers! I sentimenti appassionati per i fratelli minori! 「コジロー激白！レアキラーズに入った真相！弟たちへのアツかりし想い！」 - Kojirō gekihaku! Rea Kirāzu ni haitta shinsō! Otōto-tachi e no atsu karishi omoi!                                                          | 26 giugno 2016    |         |
| 14 | La battaglia finale tra uomo e uomo! Katta VS Kojiro! 「男と男の最終決戦っ！勝太VSコジローっ！」 - Otoko to otoko no saishū kessen! Katta VS Kojirō! | 3 luglio 2016     |         |
| 15 | Chi è il protagonista!? Il Duema della vecchia luna VS il ringraziamento! 「主役は誰だっ！？エゲツなきデュエマＶＳ感謝祭っ！」 - Shuyaku wa dareda!? Egetsu naki Dyuema VS kansha matsu! | 10 luglio 2016    |         |
| 16 | Il duello con il pericoloso nonno malvagio 「デュエんぢゃらすじーさんなの邪」 - Due n ji yarasuji sanna no yokoshima | 17 luglio 2016    |         |
| 17 | Quale gruppo è il Number One!? Competizione di gruppo - Il torneo di arti marziali delle migliori creature!! 「ナンバーワンはどの団だっ！？ 団対抗・天下一クリーチャー武道会！！」 - Nanbā Wan wa dono danda!? Dan taikō tenkaichi Kurīchā budōkai!!                                                                             | 24 luglio 2016    |         |
| 18 | Un'agguerrita guerra dei video! DueTuber VS il serioso Tokoro!? Guerra dei video! DueTuber contro l'ufficiale serio!? 「アツかりし動画戦争っ！ デューチューバーｖｓまじめ所ちょー！？」 - Atsu karishi dōga sensō! DyūChūbā vs majime Tokoro-chō!?                                                                               | 31 luglio 2016    |         |
| 19 | "Il piano proibito familiare dalla madre di Dokindam", "Arrivederci Kattamon" e "La strada del manga di Hamster" sono 3 「『ドキンダム母さん 禁断の家族計画』 『さようならカツえもん』 『ハムスターのマンガ道』の３本です」 - “Dokindamu kāsan kindan no kazoku keikaku” “Sayōnara Kattamon” “Hamusutā no manga-dō” no 3-pondesu | 7 agosto 2016     |         |
| 20 | L'SOS dei sakuga! Il debutto da regista di Katta per l'anime dei suoi sogni!? 「作画崩壊ＳＯＳっ！勝太、夢のアニメ監督デビューっ！？」 - Sakuga hōkai Esuōesu! Katta, yume no anime kantoku debyū!? | 14 agosto 2016    |         |
| 21 | L'attacco dei Rare Killers! Difendi la nostra scuola! 「レアキラーズ襲来っ！オレ達の学校を死守せよっ！」 - Rea Kirāzu shūrai! Ore-tachi no gakkō o shishu seyo! | 21 agosto 2016    |         |
| 22 | La battaglia mortale è finita! Il Requiem promesso! 「死闘終演っ！約束のレクイエムっ！」 - Shitō shūen! Yakusoku no Rekuiemu! | 28 agosto 2016    |         |
| 23 | La riunione di classe di Hachacha! Chi è il più forte nella classe 2 della 5ª elementare!? 「はちゃめちゃ同窓会っ！ ５年２組最強は誰だっ！？」 - Wa Chamecha dōsō a! 5-nen 2-kumi saikyō wa dareda!? | 4 settembre 2016  |         |
| 24 | L'agguerrito assalto di Leo! L'impatto della Zero Charge Kill! 「アツかりし襲撃者レオっ！ゼロチャージキルの衝撃っ！」 - Atsu karishi shūgeki-sha Reo! Zero Chāji Kiru no shōgeki! | 11 settembre 2016 |         |
| 25 | Lucifer il più forte VS il misterioso Number Two! Il segreto di Zero è ora svelato! 「最強ルシファーＶＳ謎のナンバーツー！ 今、明かされるゼロの秘密っ！」 - Saikyō Rushifā VS nazo no Nanbā Tsū! Ima, akasa reru Zero no himitsu!                                                                                                | 18 settembre 2016 |         |
| 26 | Una tranquilla battaglia super feroce! La fermata del tempo vs la macchina a moto perpetuo! 「静かなる超熱戦っ！時間停止ｖｓ永久機関！」 - Shizukanaru chō netsu tataka! Jikan teishi vs eikyū kikan！ | 25 settembre 2016 |         |
| 27 | La resa dei conti tra bambini! Milk Boy Takun VS Boy Katta in pannolino! 「赤ちゃん対決っ！ ミルクボーイたーくんＶＳおむつボーイかっちゃん！」 - Akachan taiketsu! Miruku Bōi Takun VS omutsu Bōi Katta-chan! | 2 ottobre 2016    |         |
| 28 | Scontro! Majiracho VS Hageracho! Il Peppeppe del destino! 「激突っ！マジラッチョＶＳハゲラッチョっ！運命のペッペッペー！」 - Gekitotsu! Majiratcho VS Hageratcho! Unmei no Peppeppē! | 9 ottobre 2016    |         |
| 29 | Afferra il tuo sogno! La battaglia di Dragon Ryu e il serioso Tokoro! 「夢をつかめっ！ドラゴン龍とまじめ所ちょー、それぞれの闘いっ！」 - Yume o tsukame！ Doragon Ryū to majime Tokoro-chō, sorezore no tatakai! | 16 ottobre 2016   |         |
| 30 | Fragranza proibita! Basara VS Kojiro! 「禁断の芳香っ！バサラｖｓコジローっ！」 - Kindan no hōkō! Basara vs Kojirō! | 23 ottobre 2016   |         |
| 31 | Emozionante! Il memoriale del batticuore di Lulu e Kazura, la battaglia della confessione! 「ドキっ！るるとかづらのときめきメモでリアル告白大作戦っ！」 - Doki! Ruru to Kazura no tokimeki memo de riaru kokuhaku dai sakusen!                                                                                                   | 30 ottobre 2016   |         |
| 32 | Dogiragon Gacha realizzerà i tuoi sogni! La storia del duello più strano di sempre!! 「夢をかなえるドギラゴンガチャっ！世にも奇妙なデュエ物語っ！！」 - Yume o kanaeru Dogiragon Gacha！ Yonimo kimyōna due monogata!! | 6 novembre 2016   |         |
| 33 | Sconfiggere il proibito! Il contrattacco di Katta Kirifuda! 「禁断を打ち破れっ！ 切札勝太の逆襲っ！」 - Kindan o uchiyabure! Kirifuda Katta no gyakushū! | 13 novembre 2016  |         |
| 34 | Sconfiggilo con un miracolo! Il proibito definitivo VS la carta vincente dell'amicizia! 「奇跡で打ち破れっ！ 最後の禁断ｖｓ友情の切札っ！」 - Kiseki de uchiyabure! Saigo no kindan VS yūjō no kirifuda! | 20 novembre 2016  |         |
| 35 | Punta al Power-Up! Andiamo nel regno dei criceti, Hamtopia!! 「目指せパワーアップっ！ 行くぜハムスター王国・ハムトピアっ！！」 - Mezase Pawā Appu! Ikuze Hamusutā ōkoku Hamutopia!! | 27 novembre 2016  |         |
| 36 | Supera te stesso! Katta VS Hamkatta! 「己を超えてひっぺがせっ！勝太vsハム勝太っ！」 - Onore o koete hippega se! Katta vs Hamukatta! | 4 dicembre 2016   |         |
| 37 | L'agguerrito Duema dell'amicizia! Katta Kirifuda VS Tatsuya Tsutomu ahhh! 「アツかりし友情デュエマっ！ 切札勝太ｖｓ勉達也ぁああっ！」 - Atsu karishi yūjō Dyuema! Kirifuda Katta vs Tsutomu Tatsuya ~aaa~! | 11 dicembre 2016  |         |
| 38 | Dammi l'amore del sole! La determinata confessione di Kazura! 「太陽の愛をキミにっ！ かづら、決意の告白っ！」 - Taiyō no ai o kimi ni! Kazura, ketsui no kokuhaku! | 18 dicembre 2016  |         |
| 39 | Prendila! Famiglia Kirifuda, il più forte dei Kirifuda! 「手に入れろっ！ 切札家、最強の切り札っ！」 - Te ni irero! Kirifuda-ka, saikyō no Kirifuda~! | 25 dicembre 2016  |         |
| 40 | Per i miei amici! Hakase e Rambo, il campo di battaglia finale! 「仲間のために！ハカセとランボー、最後の戦場っ！」 - Nakama no tame ni! Hakase to Ranbō, saigo no senjō! | 8 gennaio 2017    |         |
| 41 | Eternità VS entusiasmo! Combatti per l'orgoglio del Number Two! 「永久ｖｓ熱狂っ！ ナンバーツーの誇りを賭けた闘いっ！」 - Eikyū vs nekkyō！Nanbā Tsū no hokori o kaketa tatakai! | 15 gennaio 2017   |         |
| 42 | Ferma il mondo Zero!! Battaglia super decisiva a gravità zero! Katta VS Basara! 「ゼロの世界を食い止めろっ！！無重力超決戦っ！勝太VSバサラっ！」 - Zero no sekai o kuitomero!! Mujūryoku chō kessen! Katta VS Basara! | 22 gennaio 2017   |         |
| 43 | Decisione finale! La squadra Hamkatsu, per sempre! 「最終決着っ！ハムカツ団よ、永遠なれっ！」 - Saishū ketchaku! Hamukatsu-dan yo, eien'nare! | 28 gennaio 2017   |         |
| 44 | Soni passati 7 anni da allora! Il più grande Duema di sempre di Katta e Lulu!? 「あれから7年っ！勝太とるるの史上最大のケンカデュエマっ！？」 - Are kara 7-nen! Katta to Ruru no shijō saidai no kenka Dyuema!? | 5 febbraio 2017   |         |
| 45 | Il protagonista è cambiato!? Il figlio di Katta Kirifuda, il suo nome è Joe! 「主役がチェンジっ！？ 切札勝太の息子、その名も切札ジョーっ！」 - Shuyaku ga Chenji!? Kirifuda Katta no musuko, sono na mo Kirifuda Jō! | 12 febbraio 2017  |         |
| 46 | Cerca Katta! Leo la bestia e la super strategia spia di Joe! 「勝太を捜せっ！ 百獣レオとジョーのスパイ超作戦っ！」 - Katta o sagase! Hyakujū Reo to Jō no Supai chō sakusen! | 19 febbraio 2017  |         |
| 47 | La strana bestia, sbarca in Giappone! Kojiro VS Joe! 「大怪獣、ニッポン上陸！ コジロｖｓジョーっ！」 - Dai kaijū, Nippon jōriku! Kojiro VS Jō! | 26 febbraio 2017  |         |
| 48 | Un nobile color ciliegia? Caro, caro, zio Lucifer!? 「桜色の貴公子っ？ やさしい、やさしい、 ルシファーおじさんっ！？」 - Sakurairo no kikōshi? Yasashī, yasashī, Rushifā ojisan!? | 5 marzo 2017      |         |
| 49 | Il ritorno di Basara Akagiyama! La strategia da apprendista di Joe! 「赤城山バサラ再びっ！ジョーの弟子入り大作戦っ！」 - Akagiyama Basara sai bi! Jō no deshiiri dai sakusen! | 12 marzo 2017     |         |
| 50 | Rivale splendente! La 100ª sfida di Kira e Joe! 「キンキラキンなライバルっ！キラとジョーのアツかりし１００番勝負っ！」 - Kinkirakin'na Raibaru! Kira to Jō no atsu karishi 100-ban shōbu! | 19 marzo 2017     |         |
| 51 | Sono io il protagonista! Katta Kirifuda VS Joe Kirifuda! 「主役はオレだっ！切札勝太ｖｓ切札ジョーっ！」 - Shuyaku wa oreda! Kirifuda Katta vs Kirifuda Jō! | 26 marzo 2017     |         |